# Números congruentes

Triângulo com a área 6, um número congruente.

Em matemática, um número côngruo é um inteiro positivo que pode ser representado pela área de um triângulo retângulo, cujos lados são números racionais. Uma definição mais geral inclui todos os números racionais com essa propriedade. Esses números são uma generalização do problema dos côngruos.
A sequência dos números inteiros congruentes começa com:
5, 6, 7, 13, 14, 15, 20, 21, 22, 23, 24, 28, 29, 30, 31, 34, 37, 38, 39, 41, 45, 46, 47, …
| Tabela numérica congruente: n ≤ 120 (OEIS:A003273)                                                 | Tabela numérica congruente: n ≤ 120 (OEIS:A003273)                                                 | Tabela numérica congruente: n ≤ 120 (OEIS:A003273)                                                 | Tabela numérica congruente: n ≤ 120 (OEIS:A003273)                                                 | Tabela numérica congruente: n ≤ 120 (OEIS:A003273)                                                 | Tabela numérica congruente: n ≤ 120 (OEIS:A003273)                                                 | Tabela numérica congruente: n ≤ 120 (OEIS:A003273)                                                 | Tabela numérica congruente: n ≤ 120 (OEIS:A003273)                                                 | Tabela numérica congruente: n ≤ 120 (OEIS:A003273)                                                 |
| —: Numero non congruente C: número congruente sem quadrado Q: Número congruente com fator quadrado | —: Numero non congruente C: número congruente sem quadrado Q: Número congruente com fator quadrado | —: Numero non congruente C: número congruente sem quadrado Q: Número congruente com fator quadrado | —: Numero non congruente C: número congruente sem quadrado Q: Número congruente com fator quadrado | —: Numero non congruente C: número congruente sem quadrado Q: Número congruente com fator quadrado | —: Numero non congruente C: número congruente sem quadrado Q: Número congruente com fator quadrado | —: Numero non congruente C: número congruente sem quadrado Q: Número congruente com fator quadrado | —: Numero non congruente C: número congruente sem quadrado Q: Número congruente com fator quadrado | —: Numero non congruente C: número congruente sem quadrado Q: Número congruente com fator quadrado |
| n                                                                                                  | 1                                                                                                  | 2                                                                                                  | 3                                                                                                  | 4                                                                                                  | 5                                                                                                  | 6                                                                                                  | 7                                                                                                  | 8                                                                                                  |
| -------------------------------------------------------------------------------------------------- | -------------------------------------------------------------------------------------------------- | -------------------------------------------------------------------------------------------------- | -------------------------------------------------------------------------------------------------- | -------------------------------------------------------------------------------------------------- | -------------------------------------------------------------------------------------------------- | -------------------------------------------------------------------------------------------------- | -------------------------------------------------------------------------------------------------- | -------------------------------------------------------------------------------------------------- |
| | —                                                                                                  | —                                                                                                  | —                                                                                                  | —                                                                                                  | C                                                                                                  | C                                                                                                  | C                                                                                                  | —                                                                                                  |
| n                                                                                                  | 9                                                                                                  | 10                                                                                                 | 11                                                                                                 | 12                                                                                                 | 13                                                                                                 | 14                                                                                                 | 15                                                                                                 | 16                                                                                                 |
| | —                                                                                                  | —                                                                                                  | —                                                                                                  | —                                                                                                  | C                                                                                                  | C                                                                                                  | C                                                                                                  | —                                                                                                  |
| n                                                                                                  | 17                                                                                                 | 18                                                                                                 | 19                                                                                                 | 20                                                                                                 | 21                                                                                                 | 22                                                                                                 | 23                                                                                                 | 24                                                                                                 |
| | —                                                                                                  | —                                                                                                  | —                                                                                                  | Q                                                                                                  | C                                                                                                  | C                                                                                                  | C                                                                                                  | Q                                                                                                  |
| n                                                                                                  | 25                                                                                                 | 26                                                                                                 | 27                                                                                                 | 28                                                                                                 | 29                                                                                                 | 30                                                                                                 | 31                                                                                                 | 32                                                                                                 |
| | —                                                                                                  | —                                                                                                  | —                                                                                                  | Q                                                                                                  | C                                                                                                  | C                                                                                                  | C                                                                                                  | —                                                                                                  |
| n                                                                                                  | 33                                                                                                 | 34                                                                                                 | 35                                                                                                 | 36                                                                                                 | 37                                                                                                 | 38                                                                                                 | 39                                                                                                 | 40                                                                                                 |
| | —                                                                                                  | C                                                                                                  | —                                                                                                  | —                                                                                                  | C                                                                                                  | C                                                                                                  | C                                                                                                  | —                                                                                                  |
| n                                                                                                  | 41                                                                                                 | 42                                                                                                 | 43                                                                                                 | 44                                                                                                 | 45                                                                                                 | 46                                                                                                 | 47                                                                                                 | 48                                                                                                 |
| | C                                                                                                  | —                                                                                                  | —                                                                                                  | —                                                                                                  | Q                                                                                                  | C                                                                                                  | C                                                                                                  | —                                                                                                  |
| n                                                                                                  | 49                                                                                                 | 50                                                                                                 | 51                                                                                                 | 52                                                                                                 | 53                                                                                                 | 54                                                                                                 | 55                                                                                                 | 56                                                                                                 |
| | —                                                                                                  | —                                                                                                  | —                                                                                                  | Q                                                                                                  | C                                                                                                  | Q                                                                                                  | C                                                                                                  | Q                                                                                                  |
| n                                                                                                  | 57                                                                                                 | 58                                                                                                 | 59                                                                                                 | 60                                                                                                 | 61                                                                                                 | 62                                                                                                 | 63                                                                                                 | 64                                                                                                 |
| | —                                                                                                  | —                                                                                                  | —                                                                                                  | Q                                                                                                  | C                                                                                                  | C                                                                                                  | Q                                                                                                  | —                                                                                                  |
| n                                                                                                  | 65                                                                                                 | 66                                                                                                 | 67                                                                                                 | 68                                                                                                 | 69                                                                                                 | 70                                                                                                 | 71                                                                                                 | 72                                                                                                 |
| | C                                                                                                  | —                                                                                                  | —                                                                                                  | —                                                                                                  | C                                                                                                  | C                                                                                                  | C                                                                                                  | —                                                                                                  |
| n                                                                                                  | 73                                                                                                 | 74                                                                                                 | 75                                                                                                 | 76                                                                                                 | 77                                                                                                 | 78                                                                                                 | 79                                                                                                 | 80                                                                                                 |
| | —                                                                                                  | —                                                                                                  | —                                                                                                  | —                                                                                                  | C                                                                                                  | C                                                                                                  | C                                                                                                  | Q                                                                                                  |
| n                                                                                                  | 81                                                                                                 | 82                                                                                                 | 83                                                                                                 | 84                                                                                                 | 85                                                                                                 | 86                                                                                                 | 87                                                                                                 | 88                                                                                                 |
| | —                                                                                                  | —                                                                                                  | —                                                                                                  | Q                                                                                                  | C                                                                                                  | C                                                                                                  | C                                                                                                  | Q                                                                                                  |
| n                                                                                                  | 89                                                                                                 | 90                                                                                                 | 91                                                                                                 | 92                                                                                                 | 93                                                                                                 | 94                                                                                                 | 95                                                                                                 | 96                                                                                                 |
| | —                                                                                                  | —                                                                                                  | —                                                                                                  | Q                                                                                                  | C                                                                                                  | C                                                                                                  | C                                                                                                  | Q                                                                                                  |
| n                                                                                                  | 97                                                                                                 | 98                                                                                                 | 99                                                                                                 | 100                                                                                                | 101                                                                                                | 102                                                                                                | 103                                                                                                | 104                                                                                                |
| | —                                                                                                  | —                                                                                                  | —                                                                                                  | —                                                                                                  | C                                                                                                  | C                                                                                                  | C                                                                                                  | —                                                                                                  |
| n                                                                                                  | 105                                                                                                | 106                                                                                                | 107                                                                                                | 108                                                                                                | 109                                                                                                | 110                                                                                                | 111                                                                                                | 112                                                                                                |
| | —                                                                                                  | —                                                                                                  | —                                                                                                  | —                                                                                                  | C                                                                                                  | C                                                                                                  | C                                                                                                  | Q                                                                                                  |
| n                                                                                                  | 113                                                                                                | 114                                                                                                | 115                                                                                                | 116                                                                                                | 117                                                                                                | 118                                                                                                | 119                                                                                                | 120                                                                                                |
| | —                                                                                                  | —                                                                                                  | —                                                                                                  | Q                                                                                                  | Q                                                                                                  | C                                                                                                  | C                                                                                                  | Q                                                                                                  |

Por exemplo, 5 é um número congruente porque equivale a área de um triângulo de lados (20/3, 3/2, 41/6). Similarmente, 6 é um número congruente pois representa a área de um triângulo de lados (3, 4, 5). Enquanto que 3 não é um número congruente por não estar dentro dessas especificações.
Se q é um número congruente então s2q também é um número congruente para qualquer número racional s (apenas multiplicando cada lado do triângulo por s). Isso leva a constatação de que se um número  racional q, diferente de zero, é um número congruente, isso depende apenas de seus resíduos no grupo:
{\displaystyle \mathbb {Q} ^{*}/\mathbb {Q} ^{*2}}.
Cada classe nesse grupo contém exatamente um quadrado livre inteiro, é comum, portanto, apenas considerar quadrados livres positivos e inteiros quando se fala sobre números congruentes.
Equação para obtenção dos números congruentes {\displaystyle N_{c}}
A partir das equações algébricas  do terno pitagórico  obtidas a partir da  Geometria , onde temos para o cateto menor a equação:  {\displaystyle b=t(2m+1)} e para o cateto maior {\displaystyle a=t(2m^{2}+2m)},ou {\displaystyle a=t.m(2m+2)}   com a hipotenusa  {\displaystyle c=t(2m^{2}+2m+1)} sendo  {\displaystyle t=c-a}  com {\displaystyle m=(a+b-c)/2(c-a)}  para a obtenção de uma raiz, e trocando se as equações para os catetos, sendo agora {\displaystyle t=c-b}  com  {\displaystyle m=(a+b-c)/2(c-b)}, para a obtenção da outra raiz, sendo as duas raízes racionais,   temos que a área de qualquer triângulo retângulo será dada por {\displaystyle N_{c}=(t^{2}(2.m.(m+1)).(2m+1))/2}   que podemos escrever {\displaystyle N_{c}=t^{2}.m.(m+1)(2m+1)}

Esta equação admite sempre duas respostas para os parâmetros {\displaystyle t,m}  onde {\displaystyle t_{1}=x/y,m_{1}=w/kx}   e    {\displaystyle t_{2}=z/y,m_{2}=w/kz}
que também podemos escrever  {\displaystyle N_{c}=t^{2}.(2.m^{3}+3.m^{2}+m)}. 
Quando esta área for um número inteiro, este número é chamado de número congruente {\displaystyle N_{c}}, então a equação do número congruente será {\displaystyle N_{c}=t^{2}(2m^{3}+3m^{2}+m)}
Então se expressarmos os parâmetros   {\displaystyle t,m} , por números racionais ou inteiros, se o resultado numérico da equação for um número inteiro, este número será um número congruente.
Exemplos: Para o número congruente {\displaystyle N_{c}=5} temos as raízes   {\displaystyle t=1/6,m=4/1}  e  {\displaystyle t=32/6,m=4/32}  sendo os catetos {\displaystyle b=9/6,a=40/6}  e a hipotenusa {\displaystyle c=41/6}
Para o número congruente {\displaystyle N_{c}=6}   temos as raízes    {\displaystyle t=1,m=1}  e  {\displaystyle t=2,m=1/2}        , sendo os catetos {\displaystyle b=3,a=4}   e a hipotenusa {\displaystyle c=5} .
Para o número congruente {\displaystyle N_{c}=7} temos os dois conjuntos de raízes  {\displaystyle t=49/60,m=126/98}  e  {\displaystyle t=162/60,m=126/324} , sendo os catetos {\displaystyle b=175/60,a=288/60,c=337/60} .
Apresentação da equação dos números congruentes como equação elíptica Podemos escrever a equação {\displaystyle N_{c}=t^{2}(2m^{3}+3m^{2}+m)}  da forma  {\displaystyle 1/t^{2}=1/N_{c}(2m^{3}+3m^{2}+m)}
Se tomarmos {\displaystyle 1/t=y,1/N_{c}=a,m=x}  teremos  a equação  {\displaystyle y^{2}=2ax^{3}+3ax^{2}+ax}  que é uma equação com raízes racionais 
Com esta equação para os números congruentes nós temos sempre dois pares de raízes racionais, mostrando a correlação entre os números congruentes com as curvas elípticas. 